# Álbuns de vídeo número um no Brasil em 2015

## História da parada em 2015
Todos os dados foram retirados da parada fornecida pela ABPD e Nielsen para o Portal Sucesso.
| Data            | Álbum                                    | Artista(s)               |
| --------------- | ---------------------------------------- | ------------------------ |
| 7 de fevereiro  | Where We Are: Live From San Siro Stadium | One Direction            |
| 14 de fevereiro | Where We Are: Live From San Siro Stadium | One Direction            |
| 21 de fevereiro | Where We Are: Live From San Siro Stadium | One Direction            |
| 28 de fevereiro | Where We Are: Live From San Siro Stadium | One Direction            |
| 7 de março      | Where We Are: Live From San Siro Stadium | One Direction            |
| 14 de março     | Where We Are: Live From San Siro Stadium | One Direction            |
| 21 de março     | Where We Are: Live From San Siro Stadium | One Direction            |
| 28 de março     | Where We Are: Live From San Siro Stadium | One Direction            |
| 4 de abril      | Bangerz Tour                             | Miley Cyrus              |
| 11 de abril     | Bangerz Tour                             | Miley Cyrus              |
| 18 de abril     | Roberto Carlos em Las Vegas              | Roberto Carlos           |
| 25 de abril     | Acústico                                 | Luan Santana             |
| 2 de maio       | Acústico                                 | Luan Santana             |
| 9 de maio       | Acústico                                 | Luan Santana             |
| 16 de maio      | Acústico                                 | Luan Santana             |
| 23 de maio      | Acústico                                 | Luan Santana             |
| 30 de maio      | Acústico                                 | Luan Santana             |
| 6 de junho      | Acústico                                 | Luan Santana             |
| 13 de junho     | Acústico                                 | Luan Santana             |
| 20 de junho     | Acústico                                 | Luan Santana             |
| 27 de junho     | Acústico                                 | Luan Santana             |
| 4 de julho      | Acústico                                 | Luan Santana             |
| 11 de julho     | Acústico                                 | Luan Santana             |
| 18 de julho     | Cabaré                                   | Leonardo & Eduardo Costa |
| 25 de julho     | Acústico                                 | Luan Santana             |
| 8 de agosto     | Cabaré                                   | Leonardo & Eduardo Costa |
| 15 de agosto    | Buteco do Gusttavo Lima                  | Gusttavo Lima            |
| 22 de agosto    | Buteco do Gusttavo Lima                  | Gusttavo Lima            |
| 29 de agosto    | Buteco do Gusttavo Lima                  | Gusttavo Lima            |
| 5 de setembro   | Buteco do Gusttavo Lima                  | Gusttavo Lima            |
| 12 de setembro  | Buteco do Gusttavo Lima                  | Gusttavo Lima            |
| 19 de setembro  | Buteco do Gusttavo Lima                  | Gusttavo Lima            |
| 26 de setembro  | Buteco do Gusttavo Lima                  | Gusttavo Lima            |
| 3 de outubro    | Buteco do Gusttavo Lima                  | Gusttavo Lima            |
| 10 de outubro   | Acústico                                 | Luan Santana             |
| 17 de outubro   | Cabaré                                   | Leonardo & Eduardo Costa |
| 24 de outubro   | Natiruts Reggae Brasil Ao Vivo           | Natiruts                 |
| 31 de outubro   | The Prismatic World Tour                 | Katy Perry               |
| 7 de novembro   | The Prismatic World Tour                 | Katy Perry               |
| 14 de novembro  | Primeira Fila                            | Roberto Carlos           |
| 21 de novembro  | Primeira Fila                            | Roberto Carlos           |
| 28 de novembro  | The Prismatic World Tour                 | Katy Perry               |
| 5 de dezembro   | Primeira Fila                            | Roberto Carlos           |